# Goerodes senectutis
Goerodes senectutis är en nattsländeart som beskrevs av Wolfram Mey 1990. Goerodes senectutis ingår i släktet Goerodes och familjen kantrörsnattsländor. Inga underarter finns listade i Catalogue of Life.